# CryEngine 2
CryEngine2 é um motor de jogo (Engine). É uma versão melhorada do CryEngine, o engine Far Cry. CryEngine 2 está sendo usada pela Crytek para criar Crysis, uma versão atualizada da CryEngine 2 é usada no Crysis Warhead, uma expansão do Crysis.
Foi assinado um acordo com o Suéco Mindark para uso em seu MMORPG, Entropia Universe.

## História
O CryEngine2 foi inicialmente licenciado para a empresa francesa IMAGTP que é especializada em planejamento urbano-arquitetônico e comunicação. O objectivo do licenciamento era criar um programa para permitir que os clientes para ver exatamente o que um edifício ou outra estrutura que se parece real antes de qualquer construção ser empreendida.
Em 7 de março de 2007, Simpson Studios, um estúdio novo de desenvolvimento, licenciou o CryEngine2 para o uso em um Multiplayer Massivo que se passa em um lugar de Marte.
Em 11 de maio de 2007, a Crytek anunciou que eles estariam utilizando o engine para criar um novo jogo baseado em sua propriedade intelectual. E também confirmou que não será uma parte de Crysis, e de fato não pode ser mesmo um FPS (First Person Shooter).
Em 17 de setembro de 2007, Ringling College of Art and Design tornou-se a primeira instituição de ensino superior do mundo a licenciar a CryEngine2 para fins educacionais.

## Ficha Técnica
O engine tem muitas funcionalidades gráficas avançadas, também tem tecnologias física e animação, e muitas melhorias na jogabilidade, incluindo:
- Nuvens volumétricas 3D.
- Mapas de ambiente em tempo real, sem sombras pré-processadas.
- Oclusão de espaço.
- Oceano 3D avançado com tecnologias de iluminação e sombras.
- Profundidade do campo de visão.
- Motion Blur dinâmico.
- Sombras suaves dinâmicas.
- Animações faciais realistas.
- Espelhamento de superficie.
- Construções destrutiveis.
- Vegetação destrutivel.
- Física avançada.
- Danos em componentes dos veículos.
- Iluminação HDR.
- Ambientes totalmente destrutíveis e interativos.
- Sistema de partículas avançado.
- Iluminação de acordo com a hora do dia.
- Efeito "Raio dos Deuses" ou "Godray"
- Até 16 KM de detalhes

Também inclui apoio de Shader Model 2.0, 3,0 e 4,0, o engine é compativel com sistemas Single core, Dual core e Quad core, tirando proveito máximo dos processadores. O engine é compativel com PC's 32 ou 64 bits.